# Kiron Khosla
Kiron Khosla (* 1967 in Kolkata, Indien) ist ein zeitgenössischer Maler.
Er studierte an der Central St. Martin´s School of Art and Design London. Er lebt und arbeitet in Köln.

## Ausstellungen (Auswahl)
- 1992: The Long Gallery, Chelsea, London: „Featuring Nils Norman and Merlin Carpenter“
- 1993: Friesenwall 120, Köln
- 1997: Galerie Urs Meile, Luzern
- 1998: Galerie Annette Gmeiner, Stuttgart
- 1999: Galerie für Landschaftskunst, Hamburg
- 2001: Lab of Graviton, Hamburg
- 2002: Galerie Christian Nagel, Köln
- 2003: Kunstverein Frankfurt